# Clésio
Clésio, właśc. Clésio Palmirim David Baúque (ur. 11 października 1994 w Maputo) – mozambicki piłkarz grający na pozycji skrzydłowego w klubie Qəbələ FK oraz reprezentacji Mozambiku.

## Kariera
Clésio rozpoczynał karierę w rezerwach Benfici. W sezonie 2015/16 został włączony do pierwszej drużyny. Zdobył mistrzostwo Portugalii, mimo iż wystąpił tylko w jednym meczu ligowym. W 2016 podpisał kontrakt z greckim Panetolikosie. Po dwóch latach przeniósł się do tureckiego İstanbulsporu. Potem wyjechał do Azerbejdżanu, gdzie grał w Qəbələ FK oraz Zirə Baku. W 2021 powrócił do Portugalii i grał w CS Marítimo. Od 2024 ponownie jest piłkarzem Qəbələ.
W reprezentacji Mozambiku 15 listopada 2011 przeciwko Komorom. W tym samym meczu zdobył swoją debiutancką bramkę. Znalazł się w kadrze Mozambiku na Puchar Narodów Afryki 2023, gdzie zdobył gola w zremisowanym 2:2 pojedynku z Egiptem.